# Malé Březno (powiat Uście nad Łabą)
Malé Březno – gmina w Czechach, w powiecie Uście nad Łabą, w kraju usteckim. Według danych z dnia 1 stycznia 2014 liczyła 500 mieszkańców.